# 意大利經濟奇蹟

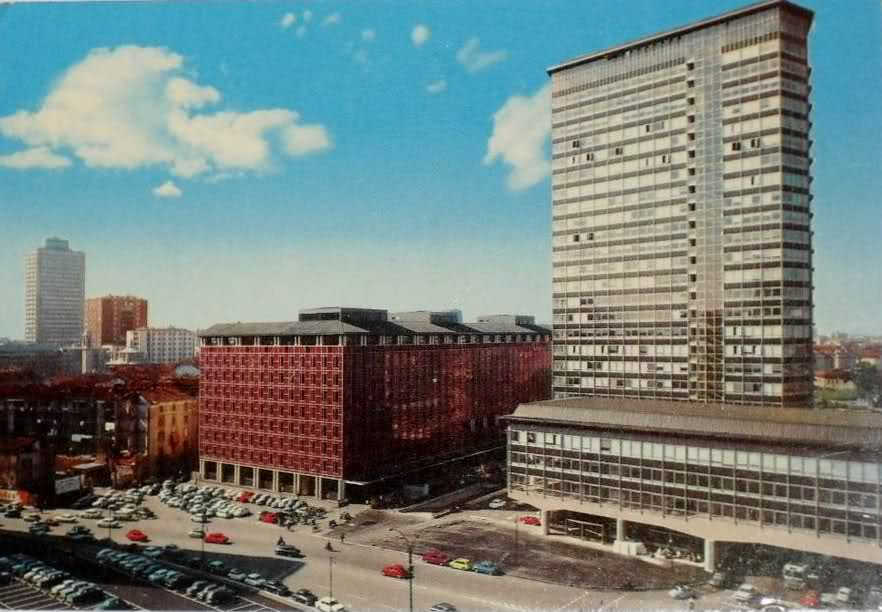
20世纪60年代的米兰

意大利經濟奇蹟是指意大利從第二次世界大戰完結到一九六零年間持續的經濟發展，特別是一九六零到一九六三年其間。這段時期不單是經濟的發展，讓意大利從貧窮的農業社會發展成歐洲主要的工業大國，也是一段社會和文化的重要進程。

## 歷史

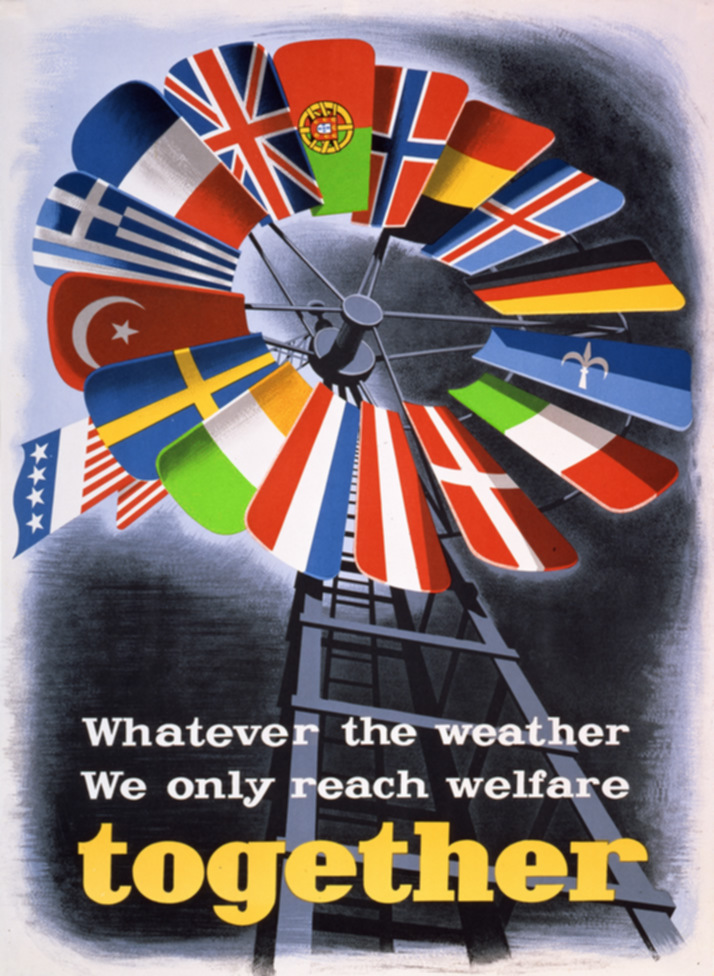
宣傳馬歇爾計劃的海報。

第二次世界大戰後，意大利遍地瓦礫，遭外國軍隊佔領。戰爭的影響令意大利在經濟發展方面被其他先進的歐洲諸國遠遠拋離。但是，冷戰時期的新地緣政治思維令意大利成為美國創建所謂自由世界的重要盟友，意大利因而大大受益於馬歇爾計劃，在1947到1951其間接受了高達1,204萬美元的援助。意大利的急速經濟發展沒有因馬歇爾計劃的終結而停止是因為1950至1953年韓戰所產生對金屬和其他產品的需求為意大利的經濟提供了進一步的刺激。加上1957年歐洲經濟共同體的建立，意大利得到了更多的投資和出口契機。
有力的經濟環境，加上大量及便宜的勞動人口為意大利提供了穩健的經濟發展基礎。意大利經濟一直快速發展，直到1969-70年的集體罷工和社會動亂，及1973年的第一次石油危機才慢慢放步。意大利從此並再沒有回歸到戰後的經濟發展速度。 
據統計，意大利的國內生產總值增長率在1951–63年間達5.8%，而在1964-73間則達 5.0%。當時意大利的經濟增長率在歐洲排行第二，僅次於德國，在經濟合作與發展組織裡則僅在日本之後。

## 社會和文化

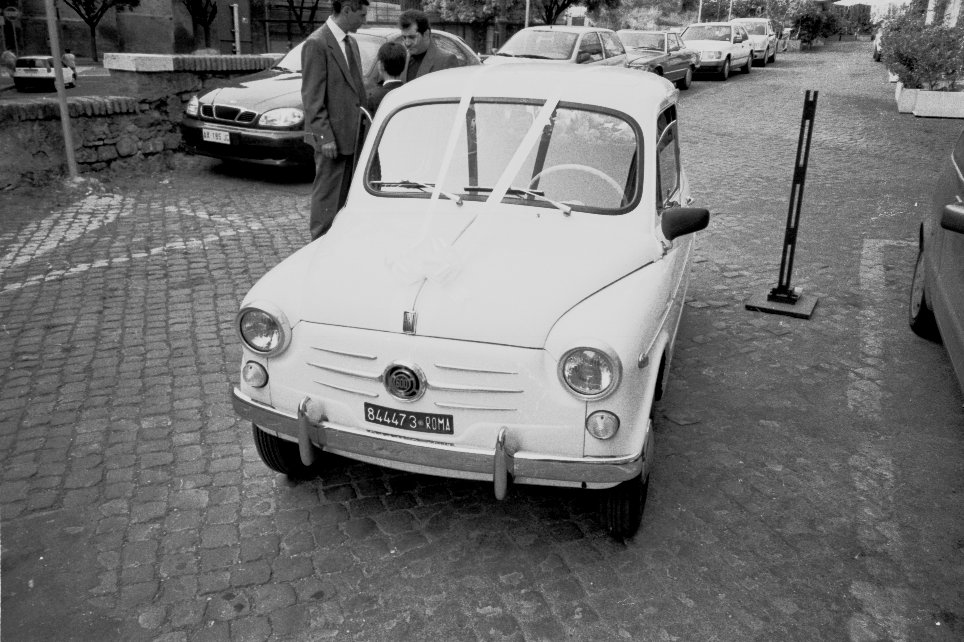
Fiat 600, 1950至1960時代中產夢寐以求的汽車及具象徵性的標誌。

快速的經濟增長帶來了大量的移民從意大利南部湧入工業化的城市。在1955和1971之間，大約九百萬人在意大利進行了跨地區的移民活動，令各地社區出現各種問題。
現代化的經濟體帶來了對新的交通和能源設施的巨大需求。數以千里的公路和鐵路，堤壩和發電廠以破紀錄的速度在意大利興建，把鄉郊地區和城市聯繫在一起。但是，這段時期的建設並沒有考慮環境污染和地區分佈的因素。房地產的發展，隨著人口的增長的壓力，帶來了城市邊緣膨脹的社會問題。大量的廉價住宅在大城市的周邊建起，加劇了人滿為患，城市退化和街頭暴力等一系列社會問題。自然環境也因為幾乎瘋狂的工業擴張而遭受破壞，帶來空氣和水的污染，包括數宗嚴重的堤壩倒塌和化學洩露事件。環境保護的意識直到1980年代才漸漸廣泛。

## 批评
同一時間，意大利國內生產總值的雙倍增長對社會及文化都有重要的影響。從前以農業為主的意大利社會突然有大量廉價消費品如汽車，電視和洗衣機湧入。在1954年意大利廣播電視公司開始播放定期的電視服務。媒體及消費文化對社會的影響經常被知識份子如皮埃尔·保罗·帕索里尼批評為一個偷偷摸摸型式的文化衰變。許多電影都把這個時期映射為一個自私和道德淪亡的年代。